# 斜紋犬牙石首魚
斜紋犬牙石首魚（學名：Cynoscion regalis）為輻鰭魚綱鱸形目鱸亞目石首魚科的其中一種，分布於西大西洋區，從加拿大新斯科細亞省至美國佛羅里達州北部海域，本魚身體上半部灰綠色和下半部銀色，背部有小斑點，形成高低起伏的虛線。腹鰭和臀鰭淡黃色其他鰭色淡，有時帶有黃色色調。鰓蓋內黑，外部可見。口大且斜，下顎突出，上顎具大型犬齒狀的牙齒，下巴沒有觸鬚或毛孔，背鰭硬棘11枚，背鰭軟條25-29枚，臀鰭硬棘2枚，臀鰭軟條11-13枚，體長可達70公分，棲息在沿岸及河口區，可做為食用魚、觀賞魚及遊釣魚。